# Aptesis verrucata
Aptesis verrucata là một loài tò vò trong họ Ichneumonidae.